# Station Rodez
Station Rodez - Maréchal Joffre is een spoorwegstation in de Franse stad Rodez.